# Juan Núñez (pintor)

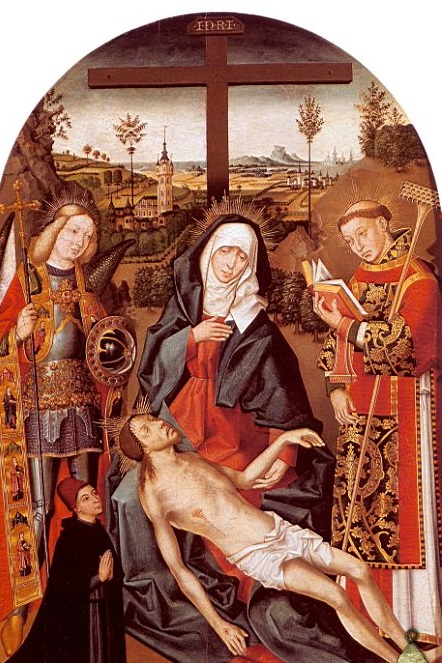
Piedad con san Miguel, san Vicente y un donante, óleo sobre tabla, Sacristía de los Cálices, Catedral de Sevilla.

Juan Núñez fue un pintor de estilo hispano flamenco activo en Sevilla a finales del siglo XV y comienzos del XVI.
De Juan Núñez únicamente se conoce firmada una tabla conservada en la Sacristía de los Cálices de la Catedral de Sevilla con la Piedad entre san Miguel y san Vicente y el donante de reducidas dimensiones en primer término, de fuerte carácter flamenco en los tipos humanos. Ceán Bermúdez, que se refería a ella en términos muy elogiosos por su brillante color y el detalle en el dibujo de la dalmática de san Vicente, llegó a ver también en la catedral de Sevilla otro retablo firmado por Núñez, «que no era malo», retirado pocos años antes de escribir su diccionario por viejo y antiguo. Constaba, según la descripción de Ceán, de tres tablas, con san Juan Bautista en la tabla central y en las laterales san Miguel y san Rafael, «cuyas alas eran como las del pavo real», y llevaba también la firma de Nufro Sánchez, entallador del coro de la misma catedral, fechado en 1475.
Discípulo o seguidor de Juan Sánchez de Castro, iniciador del estilo hispano flamenco en Andalucía, Ceán lo dice casado con Ana de Castro, quizá familiar del maestro, y documenta la compra por el matrimonio de unas casas en la parroquia de San Lorenzo, en 1507, operación por la que considera que podrían ser «ricos». Al margen de estos datos proporcionados por Ceán es poco lo que se sabe: consta que en 1480 firmó un documento en defensa del gremio de los pintores sevillanos y que en 1501 hizo algunos trabajos de pintura y dorado para la hermandad de San Eloy.